# Embricho von Würzburg
Embricho († 10. November 1146 in Aquileia im heutigen Italien) war von 1127 bis zu seinem Tode Bischof von Würzburg.

## Embricho im Familienkontext
Embricho, auch Embrico oder Emich, stammte aus einer hochadligen Familie im Mainzer Sprengel. Der Name weist auf eine  Abkunft von den im Rheingau ansässigen Embrichonen, durch welche zuvor schon Erzbischof Ruthard von Mainz gekennzeichnet war. Die oft zitierte Herkunft aus der Familie der Grafen von Leiningen ist irrig.
Bei der Vermählung von König Konrads III. Schwägerin Bertha von Sulzbach mit dem griechischen Kaiser Manuel I. war Embricho zum Ende seines Lebens in Konstantinopel als diplomatischer Gesandter Konrads III. anwesend. Auf der Rückreise starb er in Aquileia und wurde auch dort begraben. Sein Grabmal ist nicht mehr erhalten.

## Embricho als Bischof
Aufgrund seiner Bekanntschaft mit Hugo Mettelus von Toul nimmt man an, dass er in Lothringen und an der Sorbonne studiert hat. Der Mainzer Erzbischof Adalbert I. von Saarbrücken setzt ihn in der königlichen Kanzlei, später auch als Propst im Erfurter Dom ein. Auf Empfehlung des Erzbischofs und mit der Unterstützung von König Lothar III. wurde er 1127 zum Würzburger Bischof ernannt. Er beendete damit ein fünfjähriges Schisma, bei dem Dompropst Rudger dem Gebhard von Henneberg gegenüberstand. Als Rudger 1125 starb, musste letztlich auch Gebhard weichen, denn sowohl der Kaiser als auch der Papst verweigerten ihm ihre Gunst.
Embricho teilte das Bistum Würzburg in Archidiakonate und Landkapitel auf und wird als umsichtiger Regent in politischen wie auch in religiösen Fragen beschrieben. Er gründete mehrere Klöster, darunter das Schottenkloster Würzburg, Kloster Wechterswinkel und Kloster Oberzell der Prämonstratenser. Erster Abt des Schottenklosters wurde 1139 Makarius, der hierfür eigens als Prior vom Schottenkloster in Regensburg abberufen wurde. Für den verstorbenen Bamberger Bischof Otto I. hielt er die Leichenrede. Er galt als treuer Gefolgsmann des Kaisers Lothar III. und später auch Konrads III.
Im Kampf zwischen den Staufern und den Welfen nahm das Bistum eine strategisch bedeutsame Position ein: Es trennte die beiden welfischen Einflussbereiche Bayern und Sachsen. Mit Konrad III. zog er gegen Herzog Heinrich den Stolzen an die Werra. Auf dem Reichstag in Würzburg 1138 wurde gegen Heinrich auch die Reichsacht ausgesprochen. Embricho zog mit dem König auch nach Sachsen und gegen Welf VI. nach Schwaben, einschließlich der Belagerung von Weinsberg.